# Pétrel d'Olson
Bulweria bifax
Espèce
Statut de conservation UICN

 EX  : Éteint
Le Pétrel d'Olson (Bulweria bifax) est une espèce éteinte d'oiseaux de la famille des Procellariidae. Il est parfois appelé Pétrel bifax.

## Répartition
Cette espèce était endémique de l'île de Sainte-Hélène.